# Пинский, Виктор Витальевич
Виктор Витальевич Пинский (род. 6 февраля 1964, Ли́да, Гродненская область) — российский государственный и политический деятель. Депутат Государственной думы Федерального Собрания Российской Федерации VI, VII и VIII созывов. Член фракции «Единая Россия», председатель Комиссии по Регламенту и обеспечению деятельности Государственной Думы.
Из-за вторжения России на Украину, находится под международными санкциями Евросоюза, США, Великобритании и ряда других стран

## Биография
Виктор Пинский родился 6 февраля 1964 года в городе Лида Гроденской области Белорусской ССР в семье военного.

### Образование и ранняя карьера
В 1981 году окончил среднюю школу № 10 в Лиде. После школы до 1982 года работал в родном городе слесарем-инструментальщиком IV разряда на заводе «Оптика».
В 1982 году поступил в Военный Краснознамённый институт Министерства обороны СССР в Москве. В 1987 году выпустился с юридического факультета.
С 1987 по 1989 год был начальником канцелярии военного суда в городе Петропавловск-Камчатский. С 1989 по 1996 год работал судьёй военного суда в городе Фокино Приморского края. С сентября 1996 года — судья в отставке, тогда стал членом Приморской коллегии адвокатов.
В 1998—2001 годы работал начальником юридического отдела в ООО "Рыболовная компания «Море». В 2000—2005 годах был генеральным директором ООО «Евроазиатское юридическое агентство».

### Общественная и политическая карьера
С декабря 2001 депутат Законодательного Собрания Приморского края, член комитета по региональной политике и законности. В октябре 2006 избран повторно депутатом Законодательного Собрания Приморского края, проходил по спискам партии «Единая Россия».
15 ноября 2005 года избран заместителем председателя крупнейшей общественной организации Приморья — Федерации профсоюзов Приморского края. 15 декабря 2005 стал её председателем. Переизбирался в 2010 году на срок до октября 2015. С 18 февраля 2016 года — секретарь генерального совета Федерации независимых профсоюзов России (ФНПР) и исполнительного комитета ФНПР.
В ходе выборов, прошедших 4 декабря 2011 года, Виктор Пинский был избран депутатом Государственной думы VI созыва. Выдвигался по спискам партии «Единая Россия» (№ 5) в региональной группе № 28 (Приморский край). В VI созыве состоял во фракции «Единая Россия». с января 2012 по октябрь 2015 года был первым заместителем председателя комитета по гражданскому, уголовному, арбитражному и процессуальному законодательству, с 16 октября 2015 по 5 октября 2016 года — главой парламентского комитета по регламенту и организации работы Государственной думы.
6 октября 2011 года решением президиума генсовета «Единой России» временно исполняющим обязанности главы приморской партийной ячейки был назначен Виктор Пинский. До декабря 2017 года был членом президиума генерального совета партии «Единая Россия». В мае 2012 года сложил с себя полномочия из-за нагрузки, так как «совмещать работу в парторганизации, в Госдуме и в профсоюзах практически невозможно».
Входил в предвыборной штаб «Единой России», отвечавший за подготовку партии к выборам в Госдуму VII созыва. На этих выборах партия поставила Пинского во главе региональной группы № 2 (Приморский край, Сахалинская область). По итогам голосования, прошедшего 18 сентября 2016 года, был избран в новый состав думы. 24 сентября был утверждён первым заместителем руководителя партийной фракции как глава одной из пяти внутрифракционных групп.
В сентябре 2021 года переизбрался в  Госдуму VIII созыва по спискам партии «Единая Россия» (№ 3) в региональной группе № 1 (Забайкальский край, Камчатский край, Приморский край, Хабаровский край, Амурская область, Магаданская область, Сахалинская область, Еврейская автономная область, Чукотский автономный округ). Входит в состав комиссии по Регламенту и обеспечению деятельности Государственной Думы (Председатель комиссии). 21 июня 2022 года Пинский возглавил комиссию Парламентского Собрания Союза Беларуси и РФ по законодательству.

#### Законотворческая деятельность
С 2011 по 2021 год, в течение исполнения полномочий депутата Государственной думы VI и VII созывов, выступил соавтором 57 законодательных инициатив и поправок к проектам федеральных законов.
Виктор Пинский стал одним из авторов законопроекта о создании САР (специального административного района) на острове Октябрьском в Калининграде и острове Русский во Владивостоке как альтернативы зарубежным офшорным зонам. Законопроект задумывался в рамках стратегии деофшоризации российского бизнеса и привлечения инвестиций в страну. 3 августа 2018 года федеральный закон № 291-ФЗ был подписан президентом.
Государственная Дума РФ (2011 - наст.вр)
VI созыв
Законотворчество: соавтор 23 законодательных инициатив и поправок к проектам федеральных законов.
Участие в заседаниях: 99,7% (310 из 311)
Голосование: за — 71,1%, против — 0,7%, воздержался — 0%, не голосовал — 28,2%.
VII созыв
Комитеты: Комитет по законодательству и государственному строительству. Первый заместитель руководителя фракции «Единая Россия».
Законотворчество: соавтор 33 законодательных инициатив и поправок к проектам федеральных законов.
Участие в заседаниях: 92,1% (336 из 365)
Голосование: за — 70,4%, против — 0,2%, воздержался — 0%, не голосовал — 29,4%.
VIII созыв
Комиссии: Председатель комиссии по Регламенту и обеспечению деятельности. Первый заместитель руководителя фракции «Единая Россия».

## Санкции
25 февраля 2022 года, на фоне вторжения России на Украину, включён в санкционный список стран Евросоюза в ответ на решение России признать территории Донецкой и Луганской областей Украины и на решение об отправке туда российских войск.
11 марта 2022 года внесён в санкционный список Великобритании «за признание независимости двух сепаратистских регионов в Украине».
30 сентября 2022 года был внесён в санкционный список США в ответ на «фиктивные референдумы» и «аннексию территорий Украины российскими оккупационными силами». Государственный департамент отмечает что депутаты единогласно приняли закон о фейках, а некоторые депутаты сыграли ключевую роль в распространении российской дезинформации о войне.
23 февраля 2023 года включён в санкционный список Канады «соратников режима», так как он «голосовал за законодательство связанное с вторжением и попыткой аннексии четырех регионов Украины».
По аналогичным основаниям находится в санкционных списках Швейцарии, Австралии, Японии, Украины и Новой Зеландии

## Семья
Виктор Пинский отец четверых детей.

## Доходы и собственность
Общая сумма декларированного дохода за 2020 года составила 5 млн 543 тысяч рублей (годом ранее — 5 млн 416 тысяч рублей). В собственности Виктора Пинского два участка под ИЖС площадью 2387 и 1067 м², земельный участок под спортивно-туристический комплекс 158 м², а также жилой дом 428,8 м² и автомобиль Mercedes-Benz V 250 D4.

## Награды
- Почетная грамота Президента Российской Федерации (2024).
- Медаль Столыпина П.А. II степени (2024)[31].
- Орден Дружбы (2023)[32].
- Почётная грамота правительства Российской Федерации (2019) — за большой вклад в развитие российского парламентаризма и активную законотворческую деятельность[33]
- Благодарность Правительства Российской Федерации (17 декабря 2016 года) — за заслуги в законотворческой деятельности и многолетний добросовестный труд[34]
- Медаль ордена «За заслуги перед Отечеством» II степени (2014)[35].
- Почётная грамота Президента Российской Федерации (20 сентября 2016 года) — за заслуги в законотворческой деятельности и многолетнюю плодотворную работу[3][36].
- Почётный знак Государственной думы «За заслуги в развитии парламентаризма» (2016)[35].
- Почётная грамота Государственной думы (2014)[3].
- Нагрудный знак «За активную работу в Профсоюзах» (2014)[35].
- Благодарность Председателя Государственной думы (2012)[35].
- Юбилейная медаль «МПА СНГ. 30 лет» (16 ноября 2023 года, Межпарламентская ассамблея СНГ) — за заслуги в деле развития и укрепления парламентаризма, за вклад в развитие и совершенствование правовых основ функционирования Содружества Независимых Государств, укрепление международных связей и межпарламентского сотрудничества[37].